# Schlacht von Visby
Koordinaten: 57° 38′ 0″ N, 18° 17′ 0″ O
Die Schlacht von Visby (auch: Schlacht von Korsbetningen) war eine entscheidende Schlacht während der Invasion Gotlands durch König Waldemar IV. Atterdag. Die Schlacht fand am 27. Juli 1361 am Ringwall von Visby statt.

## Vorgeschichte
Der dänische König Waldemar Atterdag (1321–1375) hatte die Dänen geeint. Es gelang ihm, dem untätigen schwedischen König Magnus II. die Provinz Schonen zu entreißen. Danach richtete sich seine Aufmerksamkeit auf die wohlhabende Insel Gotland.
Am 22. Juli 1361 landete Waldemar Atterdag auf Gotland. Höchstwahrscheinlich betrat er die Insel bei Västergarn an der Westküste. Er hatte die Invasion sorgfältig vorbereitet und führte 70 Schiffe mit ca. 3000 meist deutschen Söldnern mit sich.
Dem Invasionsheer stellten sich die Gotländischen Bauern entgegen. Seit dem gotländischen Bürgerkrieg von 1288, der mit dem Sieg von Visby endete, hatte es keine kriegerischen Auseinandersetzungen mehr auf Gotland gegeben. Entsprechend fehlte den Bauern Kampferfahrung und moderne Bewaffnung. Ihre Ausrüstung entstammte zumeist der Ausstattung ihres Hofes: Speere, Äxte, gelegentlich Pfeile und Bögen. Schwere Waffen wie Schwerter gab es hingegen kaum. Die Spuren an den gefundenen Skeletten deuten darauf hin, dass das dänische Heer Kriegshämmer, Armbrüste, Langbögen und Zweihandschwerter einsetzte.
Am 24. Juli 1361 wurde das eilig aufgestellte gotländische Bauernheer in einer ersten Schlacht bei Mästerby geschlagen.

## Die Schlacht
Am 27. Juli 1361 sammelten sich die verbleibenden Kämpfer des Bauernheeres vor den Toren der Stadt Visby. Es ist unklar, warum sie dorthin zogen. Womöglich erhofften sie sich trotz Differenzen in der Vergangenheit militärischen Beistand oder Schutz innerhalb der stark befestigten Stadt. Die Stadt gewährte allerdings keinen Einlass. 
Daher wurde das letzte Aufgebot vom überlegenen dänischen Heer auf offenem Feld gestellt und vernichtend geschlagen. Nach der Schlacht kapitulierte die befestigte Stadt Visby und Waldemar Atterdag konnte einziehen.

## Ort

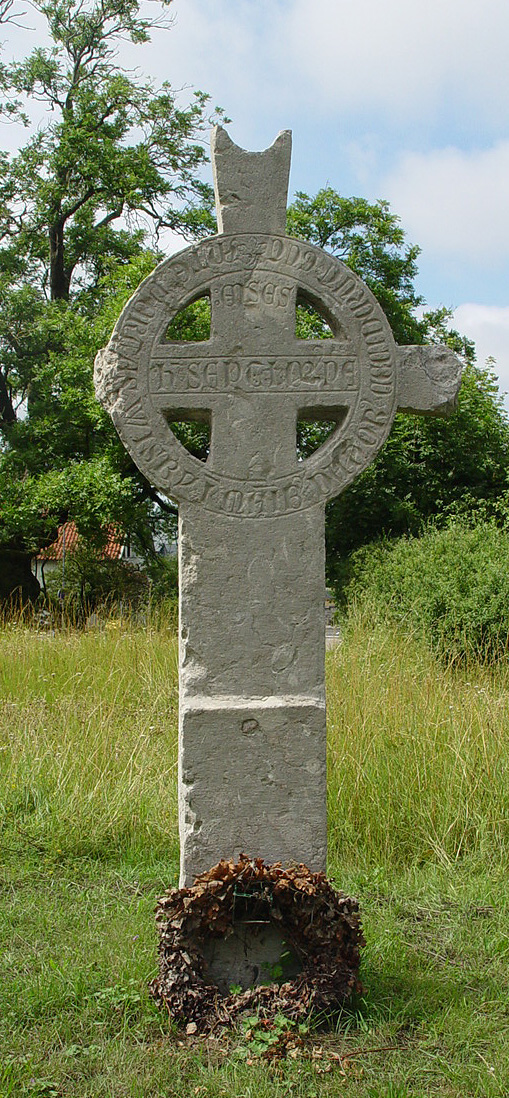
Waldemarkreuz in Visby

Die Schlacht wurde etwa 0,5 km südlich der Tore von Visby auf einem Feld, welches zum Kloster Solberga gehörte, ausgetragen. Am Fundplatz Korsbetningen wurde um 1380 ein gotisches Ring-Kreuz (oft als „Waldemarkreuz“ bezeichnet) mit einer lateinischen Inschrift errichtet.
„Anno Domini MCCCLXI feria III post Jacobi ante portas Wisby in manibus Danorum ceciderunt Gutenses hic sepulti, orate pro eis!“
„Im Jahre des Herrn 1361, am dritten Tag nach Jakobi fielen Gotländer in die Hände der Dänen vor den Toren Visbys. Sie sind hier begraben. Betet für sie!“

## Die Folgen der Schlacht
Die Stadt Visby musste zwar Tributzahlungen an den dänischen König leisten, durfte aber ihre Handelsprivilegien behalten. Im ländlichen Gebiet wurden Bauern erschlagen, Häuser geplündert und niedergebrannt. Durch die Kampfhandlungen starben nach neuerem Forschungsstand (2017) zwischen 2000 und 5000 Gotländer, die von ca. 1500 Bauernhöfen stammten. Dies würde bedeuten, dass die Hälfte der männlichen Bevölkerung umgekommen wäre.
Es wurde keine neue Kirche mehr gebaut, begonnene Projekte wurden überhastet zu Ende geführt. Kultur und Kunsthandwerk sanken auf ein provinzielles Niveau. Gotländische Bauernhändler verloren ihre Besitzungen im Ostseeraum. Zudem hatten die Koggen der Hanse eine größere Reichweite und brauchten Gotland als Zwischenstation nicht mehr. Gotland verlor seinen Status als eigenständiger Machtfaktor im Ostseeraum.
Die Schiffe, die die Beute (Gold, Silber, Kunstschätze) nach Dänemark transportieren sollten, sanken wahrscheinlich in einem Sturm in der Nähe der Karlsinseln.
Die wendischen Städte empfanden die Eroberung Gotlands durch Dänemark als Bedrohung ihrer Handelsverbindungen, und so war die Schlacht ein Auslöser für den Ersten Waldemarkrieg der Hanse gegen Dänemark.

## Bedeutung der Schlacht aus Forschungssicht

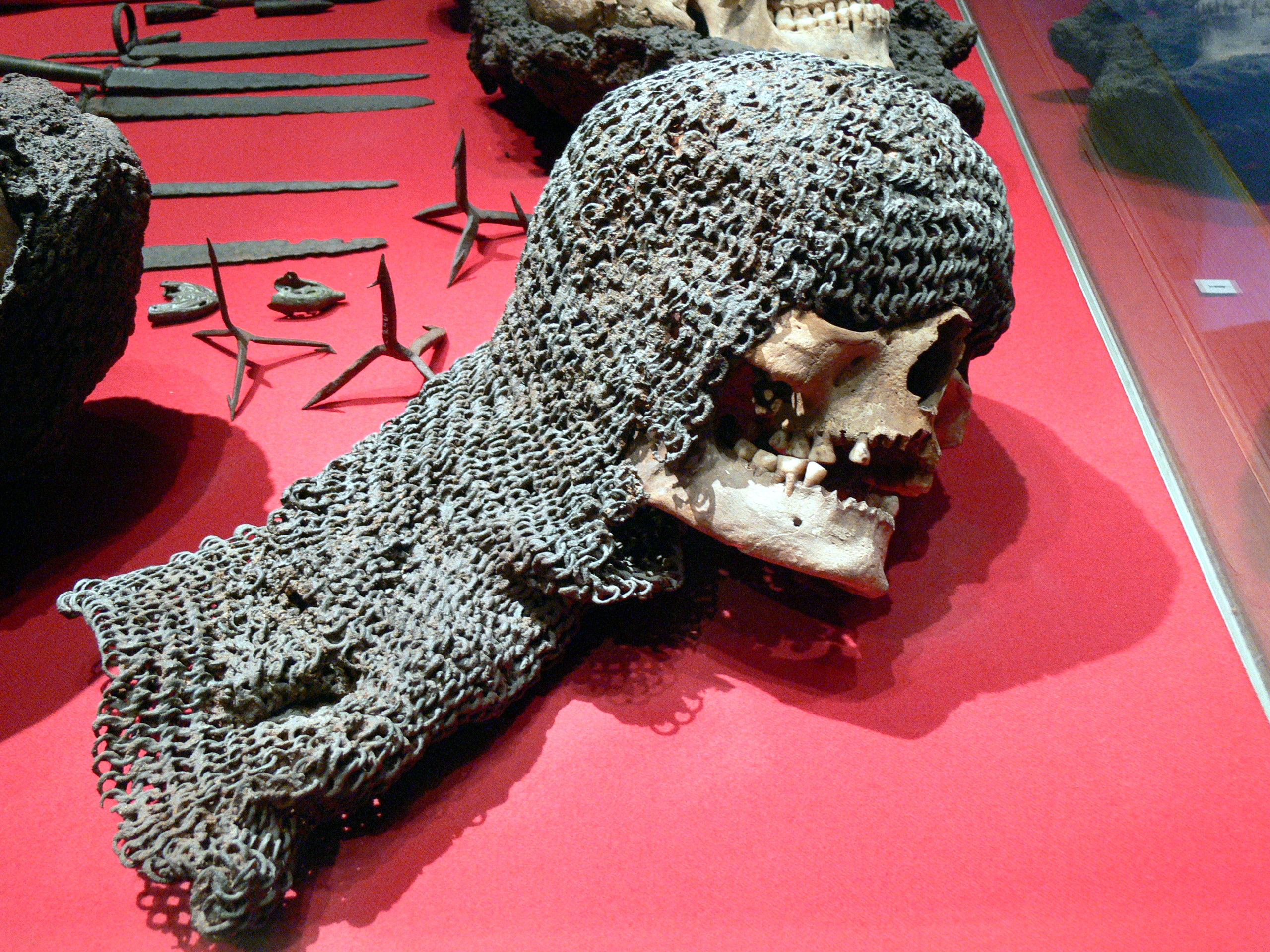
Schädel mit Kettenhaube, von der Invasion 1361; Fornsalen Museum, Visby

Massengräber von Opfern der Schlacht wurden 1811 und 1903 entdeckt, aber zerstört. Drei weitere Gräber wurden 1905, 1912 und 1928–1930 entdeckt und von dem Archäologen und Kunsthistoriker Bengt Thordeman untersucht. Ein weiteres Grab ist noch nicht untersucht. Insgesamt 1200 Skelette wurden ausgegraben, sowohl von Gotländern, als auch von Angehörigen der dänischen Truppen. Die meisten Verwundungen waren auf den Einsatz von Äxten, Armbrüsten, Pfeilen, Schwertern, Keulen, Speeren und Lanzen zurückzuführen. Wie im Mittelalter üblich, wurden den Toten die Waffen, Helme und Schilde abgenommen. Ein Teil der Gefallenen wurde ungewöhnlicherweise in ihren Leibrüstungen – meist Ringpanzerhemden – bestattet.
Für die Archäologie stellt die Schlacht von Visby einen Sonderfall dar, da nur selten Gräber mittelalterlicher Schlachten gefunden wurden, in denen sich Kämpfer mit ihren Rüstungen befanden. Neben den 200 Kettenpanzern fand man 25 Rüstungen vom Typ Plattenrock. Sie stellen einen Übergangstyp von der Kettenrüstung zum Plattenpanzer dar. Die Vielfalt der gefundenen Plattenröcke ist beachtlich: Die einfachsten bestanden aus senkrechten Metallplatten, die auf ein Lederkoller genietet wurden. Um den Torso befanden sich 15 Platten, im oberen Brustbereich drei. Der aufwändigste Plattenrock bestand aus 550 kleinen Platten, die auf die Innenseite eines Lederkollers genäht wurden. Es wurde aber auch ein Plattenpanzer gefunden, der die Abzeichen einer dänischen Adelsfamilie trug (fleur-de-lis, Lilienbume bzw. französische Lilie). Es gibt keinen nachgewiesenen Fall, in dem ein Ritter ein Wappen trug, das nicht sein eigenes war, daher besteht kein Zweifel an der Zugehörigkeit zum dänischen Adel. Es konnte nicht geklärt werden, warum der Ritter mit seiner Rüstung verscharrt wurde.

### Objekt 260727

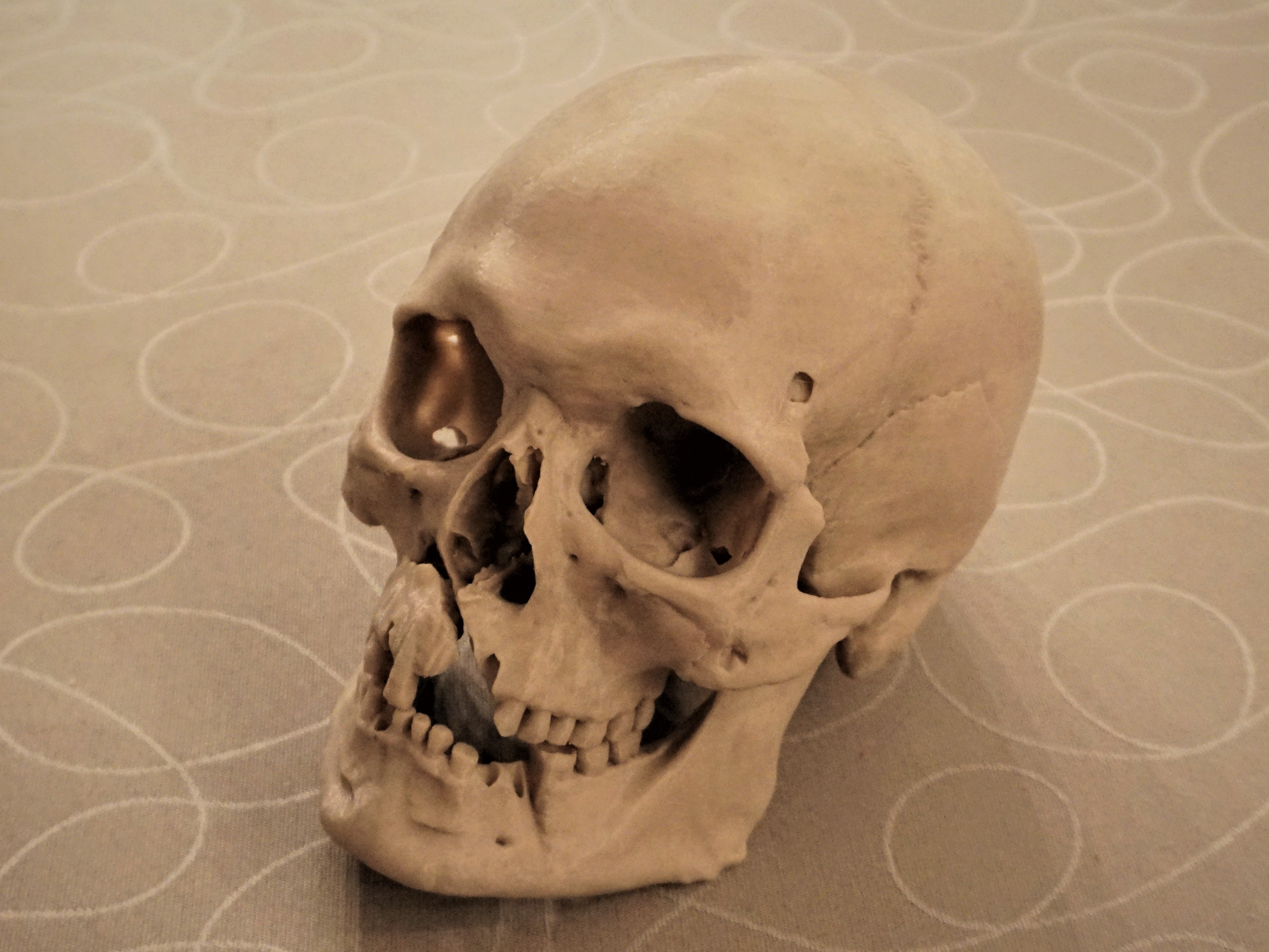
Schädel mit Verletzungen (Replikat; Original im Historiska Museet)

Einer der in einem Massengrab in Korsbetningen gefundenen Schädel zeigt eine deutliche Verletzung im Ober- und Unterkiefer, die vermutlich durch eine Axt entstanden ist. An der linken Schläfe weist der Schädel eine quadratische Verletzung auf. Der linke hintere Bereich der Schädelbasis weist zudem eine Fraktur auf, diese läuft über das Hinterhauptbein direkt in das große Hinterhauptsloch. Es ist nicht geklärt, ob die am Schädel sichtbaren Verletzungen unmittelbar zum Tod geführt haben, jedoch wäre eine Behandlung einer solchen Verletzung zur damaligen Zeit äußerst schwierig gewesen.
Das 594 g schwere Original ist unter der Inventarnummer 35137 im Historiska Museet (Schweden) ausgestellt. Das Exponat wurde im Rahmen einer Studie von brasilianischen Wissenschaftlern mittels Photogrammetrie in ein interaktives 3D-Modell überführt sowie durch plastische Gesichtsrekonstruktion visualisiert.